# Georg August Thiemann
Georg August Thiemann (auch: Georg Heinrich Thiemann und August Thiemann; geboren 11. Dezember 1806; gestorben nach 1874) war ein deutscher Beamter, Gründer und Präsident einer Freimaurer-Sterbekassen-Versicherung sowie Leiter der Hauptklosterkasse zu Hannover und der hannoverschen Universitätskasse.

## Leben
Im Alter von nur 18 Jahren erhielt der noch nicht volljährige Thiemann 1824 bei der Hauptklosterkammer zu Hannover eine Anstellung als Kassenschreiber, die bis zum Jahr 1847 mit einem Jahressold von zuletzt 420 Reichstalern mit außerordentlichen Vergütungen sowie einer garantierten Urlaubsbewilligung entlohnt wurde.
Im Alter von knapp 23 Jahren wurde Georg August Thiemann am 5. November 1829 durch den Meister vom Stuhl Wilhelm Blumenhagen in Hannover in die Johannis-Freimaurerloge Zum schwarzen Bär aufgenommen. Schon im Folgejahr 1830 übernahm er die Aufgaben des Logensekretärs.
1840 gab Thiemann den Maurerischen Nachlass. Manuscript für Brüder Freimaurer des im Vorjahr verstorbenen Blumenhagen heraus.
Vom 5. Juli 1841 hat sich aus Thiemanns Briefwechsel ein Manuskript von dem Mathematiker und Statistiker Carl Friedrich Gauss aus Göttingen an Thiemann erhalten.
Nachdem bei Todesfällen von Logenmitgliedern oftmals erst Sammlungen unter den Logenbrüdern eine als angemessen angesehene Bestattung des Verstorbenen sowie eine letztlich auf Almosen-Ebene kurzfristige Linderung der dann entstandenen Nöte der Hinterbliebenen zuließen, erarbeitete Thiemann aus eigenen Antrieb Statuten einer logeneigenen Sterbekasse aus, die als Freimaurer-Sterbecasse-Verein mit „Corporationsrechten“ ausgestattet war Thiemanns Entwurf erhielt am 2. Februar 1843 die Zustimmung der Loge Zum schwarzen Bär und stand auch Mitgliedern anderer hannoverschen Logen offen. In Todesfällen erhielten die Hinterbliebenen nun 100 Thaler je Verstorbenem, später war auch eine Auszahlung von bis zu 400 Thalern Sterbegeld möglich. Gemeinsam mit Friedrich Voigts wurde Thiemann als Beamter der Versicherung angestellt, die Thiemann dann als deren Präsident leitete. Später ging die Verantwortung der Sterbekasse von der Loge Zum schwarzen Bär in andere Hände über.
Am 20. Januar 1845 wurde Thiemann Ehrenmitglied der Freimaurerloge Pforte zum Tempel des Lichts in Hildesheim.
In Hauptberuf vertrat Thiemann 1848 den Oberkommissar Johann Christoph Georg Enouy zunächst krankheitshalber als Kommissar und ab 1850 als Vorstand der Hauptkloster- und Universitätskasse zu Hannover.
Thiemann, unterdessen ernanntes Ehrenmitglied in vier verschiedenen Logen, wurde anlässlich seiner 25-jährigen Mitgliedschaft in der Loge Zum schwarzen Bären am 5. November 1854 ein „Jubelfest“ bereitet, bei der er zwei große dreiarmige Kerzenleuchtern aus Silber zum Ehrengeschenk der zahlreichen Mitglieder des Sterbekassen-Vereins erhielt. Am selben Tag ernannte die Loge Augusta zum goldenen Zirkel in Göttingen sowie die Loge in Clausthal Thiemann ebenfalls zum Ehrenmitglied.

## Schriften
- Brudergruss. Der g. u. v. St. Johannisloge Friederike zur Unsterblichkeit im Or. von Stade am Tage ihrer Installation, den 25. Sept. 1845. Dargebracht von Georg Aug. Thiemann und Friedr. Voigts, o. O., 1845;
  - darin Thiemanns Gedicht Wo immer nur ein Tempel sich erhebt ...
- Specielle Übersicht sämmtlicher in Deutschland gegründeten, erloschenen und noch bestehenden Johannislogen, Gross- und Provinziallogen, Schottenlogen und Capitel, sowie der bekannten Winkellogen. Mit histor. Notizen unter Angabe des betreffenden Logenbundes, der Zeit der Gründung, des Erlöschens etc., hrsg. von A. Thiemann, Hildesheim: August Lax 1857

als Herausgeber:
- Friedrich Voigts: Wilhelm Blumenhagen's maurerischer Nachlass. Manuskript für Brüder Freimaurer, Hannover: bei dem Bruder (Universitäts-Cassirer) G. A. Thiemann, 1840; Digitalisat über Google-Bücher
- C. Fiedler: Friedrich Voigts maurerischer Nachlaß. Manuscript für Brüder Freimaurer, hrsg. von G. A. Thiemann, Hannover: gedruckt bei Br. Friedrich Klindworth, 1862; Digitalisat über die Staatsbibliothek zu Berlin. Preußischer Kulturbesitz

## Archivalien
Archivalien von und über Georg August Thiemann finden sich beispielsweise
- im Niedersächsischen Landesarchiv (Abteilung Hannover) als Akten unter dem Titel
  - Anstellung eines Kassenschreibers bei der Hauptklosterkasse zu Hannover und Ernennung des Georg August Thiemann zum Kassenschreiber, die demselben bewilligten außerordentlichen Vergütungen, Erhöhung seiner Besoldung auf jährlich 420 Reichstaler und Bewilligung von Reiseurlaub, Laufzeit 1824 bis 1847, Archivsignatur NLA HA Hann. 113 Nr. 908 (alte Archivsignatur Hann. 113 F Nr. 149)[6] Bestand vom ehemaligen Ministerium der geistlichen und Unterrichtsangelegenheiten[11]
  - Die dem Kassierer Thiemann bewilligten Vergütung für die Wahrnehmung der Dienstgeschäfte des Oberkommissars Enouy während dessen Erkrankung bis zu seiner Pensionierung, Laufzeit 1848, Archivsignatur NLA HA Hann. 113 Nr. 918 (alte Signatur Hann. 113 F Nr. 159)[10]
  - Die Dienstkaution des Kommissars Thiemann als Vorstand der Hauptkloster- und Universitätskasse zu Hannover, Laufzeit 1850, Archivsignatur NLA HA Hann. 113 Nr. 920 (alte Signatur Hann. 113 F Nr. 161)[4]
- in der Akademie der Wissenschaften zu Göttingen ein Schreiben von Carl Friedrich Gauß an Thiemann vom 5. Juli 1841[8]